# Max Manfredi
Max Manfredi (Genova, 7 dicembre 1956) è un cantautore italiano.

## Biografia
Inizia a suonare la chitarra all'età di 7 anni, componendo le sue prime canzoni a 13 anni.
È durante il periodo scolastico e universitario che intraprende il suo percorso artistico, sia in campo teatrale, come attore e regista di compagnie filodrammatiche, sia come musicista, dedicandosi alla musica folk con il gruppo Quelli di Villa Bell'Eri, formazione specializzata nella musica dei trovatori, che si trasformerà, in seguito, nel Gruppo Genovese di Musica Antica.
In seguito fonda il gruppo di improvvisazione Kind und Kegel, pur continuando l'attività concertistica in proprio.
Nel 1985 viene invitato da Amilcare Rambaldi al Premio Tenco, come artista emergente.
Nel 1990 pubblica, nella collana Cantare in italiano curata da Edoardo De Angelis, il suo primo album, dal titolo Le parole del gatto, con cui si aggiudica la Targa Tenco per la migliore opera prima davanti a Luciano Ligabue. L'album comprende brani come A casa a piedi, L'uomo del tango, Centerbe, I botti di San Silvestro. Nello stesso anno vince la prima edizione del Premio Città di Recanati, manifestazione dedicata alla canzone d'autore, con la canzone Via G. Byron Poeta.
Nel 1994 esce la seconda opera discografica, Max, con la partecipazione di Fabrizio De André che duetta ne La fiera della Maddalena, brano utilizzato come sigla di diversi programmi e rassegne, nonché per la scena finale del film-documento Faber. Tre anni dopo, nel corso di un'intervista, lo stesso De André definirà Max Manfredi "il più bravo" tra i cantautori italiani.
Tra gli altri brani dell'album: Strade che non portano a Roma, Le rime di Sampierdarena, Notti slave, La USL non passa l'amore, La vera storia di Jan di Leyda, Natale fuoricorso.
Ma Manfredi non limita alla musica la sua attività di autore. Con Manuel Trucco pubblica il Libro dei Limerick per Vallardi, illustrato da Serena Giordano e contenente anche un saggio sul nonsense di Paolo Rinaldi. Come attore, svolge diversi reading di poesie, sue e soprattutto dei suoi autori preferiti, da Dante a Gozzano, da Pascoli a Petrarca.
Nel 1997 riceve dalla Regione Liguria il premio come "capostipite della nuova generazione dei cantautori genovesi" e presenta al Teatro Modena di Genova il concerto-spettacolo La leggenda del Santo Cantautore. In quegli stessi anni si infittiscono gli impegni nel campo della musica antica, in particolare medioevale, rinascimentale e barocca, con l'Accademia Viscontea di Milano e nella rielaborazione folcloristica con il gruppo genovese La Rionda.
Dal 2000 Max Manfredi svolge vari concerti anche all'estero, a partire da Saint-Malo, Monaco e Berlino.
Nel maggio 2001 pubblica un terzo CD, L'intagliatore di santi. Oltre alla title track il disco comprende brani come Freddo (ma non conta niente), Fado del dilettante, Caterina, Danza composta, La ballata degli otto topi, Cattedrali, Tra virtù e degrado.
Nel settembre del 2002 viene invitato, come rappresentante della musica italiana, alla Biennale di Belem, in Brasile.
Nel novembre 2002 pubblica un libro in prosa, Trita Provincia (novella discreta), per l'editore genovese Liberodiscrivere, e collabora attivamente con la Academia do Fado del chitarrista Marco Poeta, anche come coautore per l'album Il poeta e la chitarra. Nel tempo Manfredi ha scritto brani anche per Le Voci Atroci.
Nel 2004 esce il CDLive in Blu, registrato dal vivo al Teatro Blu di Milano il 28 giugno con la direzione artistica dello stesso Max Manfredi e di Federico Bagnasco. Con il cantautore ligure c'è la Staffa, il gruppo che da tempo lo accompagna dal vivo, con l'aggiunta di Matteo Baccani detto "il Bacca" al vibrafono. Il disco racchiude tre inediti: Coriandoli d'acqua, Molo dei greci e Tabarca. 
Nell'anno successivo riceve altri tre importanti riconoscimenti: Premio Lunezia, Premio Lo Cascio, premio come “miglior solista” al Meeting Etichette Indipendenti di Faenza.
Sempre nel 2005, la tv tedesca Bayerischer Rundfunk realizza un documentario su di lui con una lunga intervista attraverso i luoghi tipici di Genova, in una serie televisiva chiamata Bella Italia, trasmessa in tutti i paesi di lingua germanica.
Nel 2006 presenta alla Galleria d'Arte Moderna di Genova la sua “silloge gracidante” Batrax: una propria lettura de Le ranocchie turchine del poeta futurista Enrico Cavacchioli.
Nella primavera 2007 collabora, in veste di musicista e attore, con il Teatro della Tosse di Genova, per il recital Poeti vs. Cantautori con la regia di Tonino Conte, mentre in autunno tiene un intero tour in Francia, Belgio, Svizzera e Germania. L'attività live naturalmente continua, intensissima, anche in Italia (nell'estate 2007 si è esibito in un breve tour in Sardegna, suonando tra l'altro nell'anfiteatro di Orosei e nella casa di Grazia Deledda a Nuoro).
Nel novembre 2007 è nuovamente ospite del Premio Tenco, dove presenta l'inedita Il regno delle fate, a detta di molti (ad esempio Gianni Mura su Repubblica) una delle più belle canzoni scritte in Italia negli ultimi anni.Nel 2008 partecipa allo spettacolo teatrale Viaggiatori viaggianti di Sergio Maifredi e mette in scena, in luglio, lo spettacolo Le vie del sale che apre la rassegna L'Isola in collina, tenuta a Ricaldone, sempre in memoria di Luigi Tenco. Di quell'anno è anche il saggio Cantautori novissimi. Canzone d'autore per il terzo millennio di Paolo Talanca (Edizioni Bastogi), che vede Max Manfredi fra i protagonisti e dove è contenuta un'intervista a Roberto Vecchioni, il quale definisce Manfredi "uno che ha bazzicato col romanzo, con la poesia, col dialettale, con la canzone e senza, è uno spiritoso, un capace, uno che non posso nemmeno limitare con il termine di cantautore: è un intellettuale".
Tra maggio e luglio 2008, Manfredi registra l'album Luna persa, negli studi Maccaja di Genova. Il disco esce il 26 settembre dello stesso anno, per la Ala Bianca. L'album contiene undici canzoni che, ancora una volta, toccano mondi musicali molto diversi e recupera, come bonus-track, La fiera della Maddalena (in duo con Fabrizio De André, nella registrazione già apparsa quattordici anni prima sull'album Max, nel frattempo esaurito). Tra i brani si distinguono, oltre alla lunga title track (dodici minuti) e alla già citata Il regno delle fate, anche L'ora del dilettante (scelto in seguito come sigla del Meeting delle Etichette Indipendenti), Libeccio, Il morale delle truppe, Il treno per Kukuwok. La produzione artistica è dello stesso Manfredi assieme a Federico Bagnasco e Fabrizio Ugas, entrambi componenti dell'ormai inseparabile Staffa.
Luna persa segna una delle tappe più importanti nella carriera dell'artista, raccogliendo ulteriori consensi da parte di pubblico e critica. Nell'estate del 2009 si aggiudica il Premio Lunezia Canzone d'Autore 2009, mentre il 30 dicembre 2008 ancora Gianni Mura su Repubblica aveva inserito Max Manfredi fra i 100 personaggi italiani più importanti dell'anno.
Nel 2009 Luna persa vince la Targa Tenco come miglior disco dell'annata, superando quelli degli altri finalisti Vinicio Capossela, Dente, Ivano Fossati e Bobo Rondelli.
Max Manfredi figura quindi come ospite nell'omonimo album del gruppo prog genovese Il Tempio delle Clessidre (Black Widow Records, 2010), in cui recita il testo del brano Faldistorum. Seguono, altri spettacoli e concerti in Italia e in Europa.
Fra l'estate 2013 e gli inizi del 2014 Max lavora al progetto musicale Dremong: l'album esce il 1º settembre 2014 per Gutenberg Music e Caligola Records. Curato da Primigenia Produzioni, con lo stesso Max e Fabrizio Ugas quali produttori artistici, Dremong è un disco in stile progressive con influenze di world music. Il progetto è stato realizzato con il sistema del crowdfunding, avviato e concluso su MusicRaiser. La copertina del disco è stata appositamente creata dall'artista Ugo Nespolo. Manfredi, nel disco e dal vivo, suona la "chitarra di cartone" Papier Maché realizzata dal liutaio Fabio Zontini.
Nel 2021 esce Il grido della fata, realizzato negli Studi Vibrisse di Savona, con la produzione artistica di Fabrizio Ugas, di Ladylazarus (Marcello Stefanelli e Gabriele Santucci) e dello stesso Max.

## Discografia
- 1990 - Le parole del gatto (BMG/Cantare in italiano, ZD 74725)
- 1994 - Max (BMG/Cantare in italiano, 74321 18835-2)
- 2001 - L'intagliatore di santi (Storie di note, SDN 012)
- 2004 - Live in blu (Storie di note, SDN 042)
- 2008 - Luna persa (Ala Bianca, ABR 128553984-2)
- 2014 - Dremong (Primigenia Produzioni/Gutenberg Music 3009)
- 2021 - Il grido della fata (Maremmano Records/Vibrisse Studio)

## Riconoscimenti
- 1990 Premio Città di Recanati
- 1990 Targa Tenco per la miglior opera prima assegnata a Le parole del gatto
- 1997 Premio Regione Liguria come "capostipite della nuova generazione dei cantautori genovesi"
- 2005 Premio Lunezia DOC
- 2005 Premio Lo Cascio
- 2009 Premio Lunezia Canzone d'Autore assegnato a Luna persa
- 2009 Targa Tenco per il miglior disco dell'anno assegnata a Luna Persa[9]
- 2017 Premio Civilia alla Canzone d'Autore